# 中華人民共和國國家電影局抵制第56屆金馬獎事件

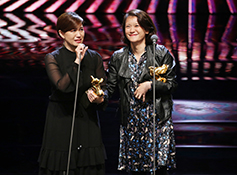
2018年導演傅榆（左）在金馬獎頒獎典禮的得獎照。

中國大陸抵制金馬獎事件因2018年第55屆金馬獎頒獎典禮上，獲獎者傅榆的致辭被中國大陸指控支持台灣獨立而起。至2019年8月7日，中共中央宣传部電影局（国家电影局）宣布暂停中国大陆电影和人员参加第56屆金馬獎，亦波及早前已報名的香港電影。

## 背景
第55屆金馬獎頒獎典禮上，中國大陸導演張藝謀受邀頒發「最佳新導演」時，致詞稱：「這麼多年輕導演的作品，代表著中國電影的希望！」而在頒發「最佳紀錄片」获奖作品時，《我们的青春，在台湾》导演傅榆上台发表得奖感言时說：「希望我们的国家可以被当成一个真正独立的个体来看待，是我身为一个台湾人最大的愿望。」這被认为是台灣獨立倾向的言论，引发國際媒體大幅度報導。
稍後，第54屆金馬獎影帝們上台为「最佳女主角」頒奬時，表示「特別榮幸再次來到『中國台灣』金馬獎頒獎」及「我感到了兩岸一家親」，也被媒体視為對傅榆的反击。
官方原先安排李安與巩俐一同頒發「最佳劇情片」，但巩俐拒绝上台。李安独自上台后，再次问道：「巩俐，你不上来跟我颁奖吗？我想你宁愿跟同志们坐在一起是不是？」巩俐仅微笑回应。
除導演娄烨外，其他中國大陸電影工作者皆缺席官方在頒獎典禮結束後的惜別餐會。
中國大陸影視工作者在事件發生後，皆於微博帳號上轉發共青團或人民日報的「中國，一點都不能少」。臺灣藝人李威也轉發表示：「和諧，有愛，互助，團結的兩岸一家親，生於中國台灣，是養育我的土地，身為中國人，是我的驕傲！」
爭議當事人傅榆在2019年接受英國廣播公司採訪，對於致辭風波表示：「（金馬獎發言後）大家都很覺得我是女戰神、女戰士，要去對抗什麼，但真的不是這樣。我講這些話，對我來說就是，長久以來，身為一個台灣人，我想被尊重。」

## 事件發展
2019年6月17日，中国电影家协会在上海國際電影節舉行記者會，宣布第32屆中國電影金雞獎將於11月23日在廈門舉辦，與第56屆金馬獎頒獎典禮同日，被外界解讀為官方變相抵制。於同年8月7日，中國大陆国家电影局宣佈暫停电影和人員参加本届金马奖。中國大陸電影《一秒鐘》、《地久天長》、《南方車站的聚會》、《蘭心大劇院》皆未報名該屆金馬獎。
臺北金馬影展執行委員會於同月27日公布第56屆金馬獎由香港導演杜琪峯擔任評審團主席。同年9月19日，因杜琪峯向主辦單位請辭，而改請該屆已獲頒金馬獎終身成就獎得主王童擔任評審團主席。
中國大陸紀錄片《少年問道》的電影公司於8月7日表示，該片不會取消報名金馬獎，也是公開表態的參賽作品。不过在同月17日发生反转，导演朱昱在微博称事前不知情所以报名，接下来宣布不会参加复赛。
同年8月15日臺北金馬影展執行委員會發聲明否認臺灣電影《下半場》被謠傳受中國大陸抵制影響，取消報名金馬獎，並經過電影公司同意，公布該片已完成金馬獎報名，更強調無退出一事。
臺北金馬影展執行委員會執行長聞天祥在10月1日公布入圍名單記者會上，回應媒體未有中國大陸電影入圍表示：「第1沒報名，第2中途取消，第3種有報名沒入圍，最後就是這種情況。」

### 香港電影退出
2019年8月，已完成報名手續的香港電影《掃毒2天地對決》、《使徒行者2：諜影行動》、《追龍II：賊王》及動畫《繼園臺七號》確定放棄第56屆金馬獎。而香港美亞娛樂表示，《風再起時》電影尚未完成，因此未報名參加；英皇電影已將重心放在第28屆金雞百花電影節，並表明旗下的藝人皆不出席金馬獎頒獎典禮。
香港影業協會於2019年8月15日發信表示：「近來國家電影局發布頭條文章，暫停大陸影片和人員參加2019年第56屆台北金馬影展；自此陸續有香港電影公司表態退出本屆金馬獎，本會特此通知影業同行。」該協會成員拍攝及發行的影片於香港市場佔有率達85%以上。
最終仍有四部香港片獲得該屆金馬獎提名，黃綺琳《金都》、楊曜愷《叔·叔》、卓翔《戲棚》與朱凱濙《紅棗薏米花生》。

### 贊助商終止合作
2019年10月23日義大利汽車品牌瑪莎拉蒂在官方微博發文聲明，臺灣代理商不代表該品牌的官方立場，已要求經銷商終止與臺北金馬影展執行委員會合作，並主張「尊重中國的領土完整」。
同月28日，英國服裝品牌歐聖首度與臺北金馬影展執行委員會合作，為第56屆金馬獎設計獨家T恤外，也將於11月19日與主辦方合辦酒會，並邀請金馬遞獎大使王可元、徐鈞浩與陳品兒拍攝紀念T恤時尚形象照。卻在同月29日，其微博宣布中止與臺北金馬影展執行委員會的合作，隨即關閉聯名T恤的銷售網頁，並支持中華人民共和國的「一個中國」原則。
臺灣媒體人唐湘龍，在政論節目《周末戰情室》上表示因日前中國大陸電影局下令，禁止陸片參加第56屆金馬獎，而讓多家贊助商出現撤退情況。

## 各方反應

### 中國大陸
- 国务院台湾事务办公室新聞發言人马晓光：民進黨當局不斷製造事端破壞兩岸關係，民進黨當局和台獨勢力難辭其咎[43]。
- 國務院台灣事務辦公室副主任龙明彪：台灣現在照這種政治情形、政治生態，會帶來很多問題[44]。
- 《人民日报》記者孫立極：一旦沒有九二共識作為協商基礎，所謂「基礎不牢、地動山搖」，兩岸也就失去了信任的基石。沒有互信，再加上台獨勢力過多的算計和欺騙，很多事情就做不了。而第56屆金馬獎也只能抱憾[45]。
- 东南卫视主持人盧嬙：沒有了大陸、香港的電影，它是自己給自己頒獎，那這樣子金馬獎還有什麼意義呢？國家利益是高於一切的，在這種大是大非面前一定要堅定表達自己的立場[46]。
- 導演張贊波：可恥的電影局，狗急跳墻的節奏。遺憾今年沒有新片出來，要不我一定報名金馬。歷史定會記住你們所做的一切[47]。

### 臺灣
- 中華民國總統府發言人丁允恭：文化無國界，藝術更不應該有政治藩籬，無論持任何理由，阻止藝文工作者參與金馬獎這樣鼓勵自由創作、歡迎多元觀點的電影界盛會，都不是聰明的決定[48]。
- 行政院副院長陳其邁：中國政府應該了解北風與太陽的故事，這種片面粗魯、武斷的方式，用政治干預文化跟兩岸之間交流，只會讓台灣人民反感，也會讓兩岸人民越來越遠[49]。
- 行政院發言人谷辣斯·尤達卡：政院已確認相關消息為真，但這是中國方面的損失，因為政治歸政治藝術歸藝術，如果中國要劃地自限，限制自己的藝人影人不能來台灣參加華人地區電影人的盛事，當然損失的不會是台灣[50]。
- 中華民國文化部首長鄭麗君：金馬獎其實長年以來它已經成為國際性的尊重創作自由的一個電影獎項，所以我想金馬精神它會持續辦理下去，也不會受影響，我們也希望說，在金馬獎的園地裡面，也能夠鼓勵各國政府積極支持電影工作者，以及保障電影工作者的創作自由與言論自由[51]。
- 中華民國文化部次長彭俊亨：中國官方限制中國的電影工作者來參與影展，文化部對此深感遺憾，也呼籲中國官方不要再以政治因素干預藝文工作者的文化交流。台灣是一個有創作自由的地方，未來台灣金馬獎仍將持續敞開大門，也期待未來中國的電影工作者，都能有自由參與世界各地影展的自由[52]。
- 中華民國大陸委員會副主委兼發言人邱垂正：對於陸方歸咎於台灣的政治生態，顯然是掩蓋其政治干預文化的推託之詞，各界都無法接受。中共必須要為造成兩岸影視文化交流的嚴重倒退，負起全部責任。這也讓台灣民眾再次認清，中共處處以政治打壓兩岸正常交流的本質[53]。
- 海峽交流基金會發言人蔡孟君：金馬獎是兩岸行之有年的藝文盛事，海基會認為兩岸的民間交流不該被政治因素所干擾；對於陸方抵制金馬獎的作法，海基會感到遺憾[54]。
- 民主進步黨發言人李明俐：金馬獎過去超過半個世紀，是華語電影最高榮耀，台灣非常鼓勵創作自由，對於中國單方面進行文化交流，民進黨表達惋惜，希望停止在文化交流上持續打壓[55]。
- 民主進步黨立法委員余宛如：中國的紅色勢力向全球擴張，文化與藝術被中國當成滲透工具，就連美國好萊塢也開始警覺及抵制，台灣也該跟進[56][57]。
- 民主進步黨立法委員蘇巧慧：或許有人會指責，去年傅榆導演一席彰顯台灣主體性的得獎感言，才激怒中國全面封殺，但中國近年為了更嚴格控制民眾思想，其實已不斷釋出各種限制娛樂產業命令[58]。
- 中國國民黨立法委員許毓仁：屆時若真的不能出席，也應盡最大的力量保留他們參與的權利。因為金馬獎是世界、華人的金馬獎，不只是台灣的金馬獎[59]。
- 中國國民黨朱立倫：大陸當局一路從旅遊禁令、電影人禁令，沒有關照到台灣人的感受，遑論兩岸良善互動。兩岸文化的交流與共融，應該是彼此互相瞭解的渠道，如果成為政治角力的工具，除了遺憾，還是遺憾[60]。
- 中國國民黨邱毅：台北金馬獎它受關注程度降低了，有人說沒了大陸片，金馬獎就變成鐵馬獎了[46][61]。
- 國立成功大學政治經濟學研究所教授洪敬富：這是中國威權體制下的慣性表現，不過卻也面臨「獨裁者的困境」[62]。
- 中華民國電影事業發展基金會董事長朱延平：金馬獎是華語電影的重要活動，如果大陸影人這次無法來參加金馬獎當然令人遺憾，我們的大門從來沒有關閉過，希望儘快讓電影回歸電影，才是華語電影圈之福[63]。
- 臺北金馬影展執行委員會主席李安：當然會有點遺憾，但是我們雙手永遠張開，只要是華語電影，我們歡迎你，外面世界我們也管不了[64]。
- 臺北金馬影展執行委員會執行長聞天祥：對金馬沒傷害，我們夠強大，評價留給外界[65]。
- 臺北電影節總監李亞梅：中共當局禁止大陸片參加金馬影展，之前只是檯面下的潛規則，現在正式浮上檯面，對於兩岸影人交流沒有正面幫助[59]。
- 電影導演張榮吉：感覺有點遺憾吧，始終電影是我喜歡的事情，我會希望它單純一點，這只是一個想法而已[66]。
- 電影導演鄭文堂：我覺得做一個文化的內涵來說，我想金馬獎是一個包容性很大影展，我覺得這個是台灣電影人也好都希望在金馬獎展露頭角，就一個導演都是這樣期望[67]。
- 剪接師廖慶松：從個人立場來看，他尊重對岸今年的參賽意願，也相信金馬獎本就強調自由開放的精神，對於大家的參賽意願，都會開放面對[68]。
- 電影編劇馮光遠：民主、自由、選舉等，在中國大陸全都是禁忌。去年金馬獎，台灣導演傅榆說的話，超過了中共掌控能力，今年乾脆不參加、不轉播[69]。
- 演員張艾嘉：金馬獎就是金馬獎，永遠都是金馬獎，雖然曾經經過風風雨雨、高潮低潮，但永遠都是華人心目中的金馬獎[70]！
- 演員郭書瑤：我覺得其實大家要多一點尊重，世界這麼大，多一點交流、多一點學習是件好事[71]。
- 演員林哲熹：我覺得演員還是重要的還是自己的每一個角色，我覺得演員的目標，都是最好的都在下一個角色，我們永遠要演出更好下一個作品，演員來說專注在表演是最重要的事情[67]。
- 影評人李光爵：如果大陸藝人與電影無法參加金馬影展，評選勢必受影響，星光也將失色不少[72]。
- 影評人塗翔文：這不是我們希望發生的事，但不影響金馬影展照常舉辦，與金馬獎的初衷[68]。
- 媒體人鄭偉柏：李行導演、朱延平導演等台灣電影前輩多年來致力兩岸電影交流，前輩很努力，也尊重年輕人的言論自由，但去年金馬獎上的發言造成尷尬，應該要更智慧的去解決，「待客之道」與高度，可以再大器一點[72]。
- 媒體人徐嶔煌：反送中是金馬獎場合最容易出現的話題，如果台灣聲援香港因此傳遞到大陸，中共將承受極大的壓力[69]。

### 國際
- 美國在台協會：今年，AIT期待繼續支持美國電影參加2019金馬影展！美國有幸能與許多成就卓越的藝術家共同參與此一歷史悠久、頗負盛名的影展，我們為此感到十分驕傲[73]！
- 日本導演是枝裕和：即使政治會有對立，電影人還是可以相互交流，政治做不到的事，電影能做到[74]。
- 香港演員朱栢康：任何影片都應該參展，不應該有任何壓力或阻力[75]。
- 香港演員杜汶澤：樂見金馬獎變回屬於自己土地的金馬獎[76]。

## 影響
2021年據《英國廣播公司》報導，中國大陸主流電影已連續多年缺席金馬獎。

### 金雞獎改制
2019年11月19日第28屆金雞百花電影節在廈門市閩南大戲院舉行開幕式，中共中央宣传部部長黄坤明宣佈從此屆開始，將原本兩年一屆的金雞獎，改為每年評選一次。此舉被外界引發聯想，持續抵制金馬獎所做出改制的安排。

### 當屆金馬獎收視率
第56屆金馬獎頒獎典禮收視約為396萬人，透過電視收看的約有252萬人，明顯比起2018年350.8萬人下降許多。而電視收視率比起2017年5.32到2018年的3.86，至2019年有效收視為2.40。整場頒獎典禮的收視率最高點3.03落在頒發終身成就獎給電影導演王童，代表同時有66.8萬人觀看。第二是最佳女主角獎的楊雁雁2.89，第三則為最佳紀錄片獎的蔡明亮2.88。

### 兩岸導演研討會停辦
香港電影工作者總會副會長兼導演張同祖表示，兩岸三地電影導演研討會亦於2019年停辦。

### 香港影協再示警
2022年9月，香港影業協會向約180間公司會員發信，指責「近年金馬獎日趨政治化」，多名台灣導演或藝人「把政治與電影混為一談，沾污了電影的獨立藝術性」，呼籲「欲參與的會員，務須三思，以免殃及池魚，捲入無謂的糾紛中，招致得不償失」。影協理事長洪祖星回應發函，稱「兩岸關係又好緊張，費事（免得）這裏出問題」，「生意人最重要是生意，不想影響會員的生意」。香港電影工作者總會發言人田啟文表示，此前影協作出所謂「溫馨提示」至少已有兩三年。香港影評人岑朗天表示，每年報名金馬獎的情況來看，大陸電影界很看重金馬獎，金馬獎嚴格的評審標凖和流程也使其認可度不斷升高。「現在的金馬獎是一種標凖，代表每年華語電影的總體表現」。「藝術從來都是政治的一部分，政治也一直滲透在各個方面。」藝術家之所以需要干預政治，正是為了「防止政治干預藝術」。